# فردریک هنسن
فردریک هنسن (دانمارکی: Frederik Hansen; ۲ ژوئیهٔ ۱۸۹۶ – ۲ سپتامبر ۱۹۶۲) ژیمناست هنری اهل دانمارک بود.